# Ingrid De Vos
Ingrid De Vos (Gent, 30 december 1954) is een Vlaamse actrice.

## Levensloop
De Vos studeerde archeologie en antropologie en volgde vervolgens de dramaopleiding van de Studio Herman Teirlinck in Antwerpen, die ze in 1976 succesvol afrondde.
Na haar televisiedebuut in 1977 in de komische serie Slisse & Cesar waarin ze de rol van Tinneke vertolkte, speelde ze in 1984 een opmerkelijke naaktrol in de erg gewaardeerde BRT-televieserie De burgemeester van Veurne, een verfilming van de psychologische roman Le bourgmestre de Furnes van de Belgische schrijver Georges Simenon. In deze historische reeks vertolkte ze rol van de zwakzinnige, vestifobe (kledingschuwe) Emilia Terlinck, dochter van de autoritaire burgemeester Joris Terlinck.
De Vos speelde hoofd- en gastrollen in de films Gaston en Leo in Hong Kong (weduwe generaal), Brussels by Night (Alice), Istanbul (Beatrice), Springen (Matti), Olivetti 82 (moeder), Misstoestanden (Charlotte Kiekeboe), Pauline & Paulette (begeleidster), Confituur (Rosa), De behandeling (Nancy Lammers) en Kampioen zijn blijft plezant (moeder overste), Grenslanders  (Madame Alice) en in talrijke televisieseries.
Op de planken speelde ze in 2009 met Bob De Moor en Dirk Buysse in Achiel De Baere, een productie van Toneelgroep Ceremonia naar een scenario van en in regie van Eric De Volder.
Gepassioneerd als ze is door oude culturen, fotografie en reizen werkte ze vanaf 1990 mee aan een documentaire, die op VTM meer dan een miljoen kijkers trok. Dat was het begin van een reeks van 25 reisdocumentaires, Vossenstreken, waardoor ze in vijf jaar tijd de hele wereld afreisde. Over een deel van haar ervaringen schreef ze het boek De mystieke kracht als reisgezel. Ze is ook gefascineerd in paranormale gaven en mythen. In het verleden werkte ze ook nog als journaliste voor verschillende tijdschriften.
Bij de gemeenteraadsverkiezingen in 2012 was De Vos lijstduwer voor de lijst Durven in Ruiselede. In 2006 stelde ze zich ook al kandidaat als lijstduwer.

## Filmografie
- Centraal Station (1977) - als meisje
- Rubens, schilder en diplomaat (1977) - als Helena Fourment
- Slisse & Cesar (1977) - als Tinneke
- Nacht zonder zegen (1978)
- De kolderbrigade (1980) - als Tina
- De man die niet van gedichten hield (1981) - als Mikkie
- Toute une nuit (1982)
- Brussels by Night (1983) - als Alice
- De burgemeester van Veurne (1984) - als Emilia
- Istanbul (1985) - als Beatrice
- Springen (1986) - als Matti
- Anna Marie (1986) - als Heleen
- Langs de Kade (1988) - als Fleur Petit
- 't Bolleken (1988) - als Irma
- Gaston en Leo in Hong Kong (1988) - als weduwe van een generaal
- De rivier waarin ik zwom (1988)
- Gejaagd door het weekend (1989)
- Cruel Horizon (1989) - als de secretaresse van Nick
- Commissaris Roos (1990)
- De bossen van Vlaanderen (1991) - als barones de Halleux
- Alfa Papa Tango (1991)
- Ramona (1991) - als Mirelle
- Beck - De gesloten kamer (1992) - als anatoom
- De Vliegende Hollander (1995) - als moeder Hollander
- Windkracht 10 (1997) - als korporaal van Brussel
- Kongo (1997) - als mevrouw Roland
- The Delivery (1999) - als Françoise
- Heterdaad (1999) - als arts
- Misstoestanden (2000) - als Charlotte Kiekeboe
- De Makelaar (2001) - als politie-inspecteur
- Recht op Recht (2001) - als Julia Vogels
- Pauline & Paulette (2001) - als begeleidster
- Olivetti 82 (2001) - als moeder
- Thuis (2003-2004) - als Claire Boons
- Confituur (2004) - als Rosa
- Rupel (2004-2006, 2019) - als Valérie Sonneville
- Flikken (2005) - als Trudy Bulens
- Aspe (2006) - als Julia Vercruyft
- Familie (2007-2008, 2010) - als Francine Laenen
- Spoed (2008) - als rechter
- F.C. De Kampioenen (2009) - als Trees Verhoeven
- David (2009) - als vrouw op het strand
- Goesting (2010) - als Mia
- Witse (2010) - als Maria Dejonghe
- Ella (2010-2011) - als tante Tarantula Ursula
- Code 37 (2011) - als Ria Vermassen
- Het goddelijke monster (2011) - als Madeleine Deschryver
- Weekend aan zee (2012) - als Mariette
- Quiz Me Quick (2012) - als directrice van Berkendaal
- Danni Lowinski (2013) - als Lisa Van Hove
- F.C. De Kampioenen: Kampioen zijn blijft plezant (2013) - als Moeder Overste
- De behandeling (2014) - als Nancy Lammers
- Vriendinnen (2015) - als Mia Jacobs
- Vermist (2015) - als Tanja Van Acker
- Kattenoog (2015) - als Leen
- Chaussée d'Amour (2016) - als Irma
- Le Ciel Flamand (2016) - als Monique
- Professor T. (2016) - als mevrouw Van Balenberge
- Als de dijken breken (2016) - als bomma
- Kafka (2017) - verschillende rollen
- Kosmoo (2017) - als mevrouw Iona
- De Dag (2018) - als Annemie De Coninck
- Familie (2018) - als Michelle Denaeyer
- Grenslanders (2019) - als madame Alice
- Undercover (2020) - als Anette
- Onder Vuur (2021) - als campingbewoonster
- Assisen: De balletmoord (2023) - als Geneviève

## Toneel
- Achiel De Baere (Toneelgroep Ceremonia) - 2009